# Кидепо
Кидепо је повремена река која извире на територији Уганде и тече према северу кроз Национални парк долина Кидепо у пограничном појасу са Јужним Суданом, где прелази на територију ове државе у вилајету Источна Екваторија.